# Martin Erdmann (Diplomat)

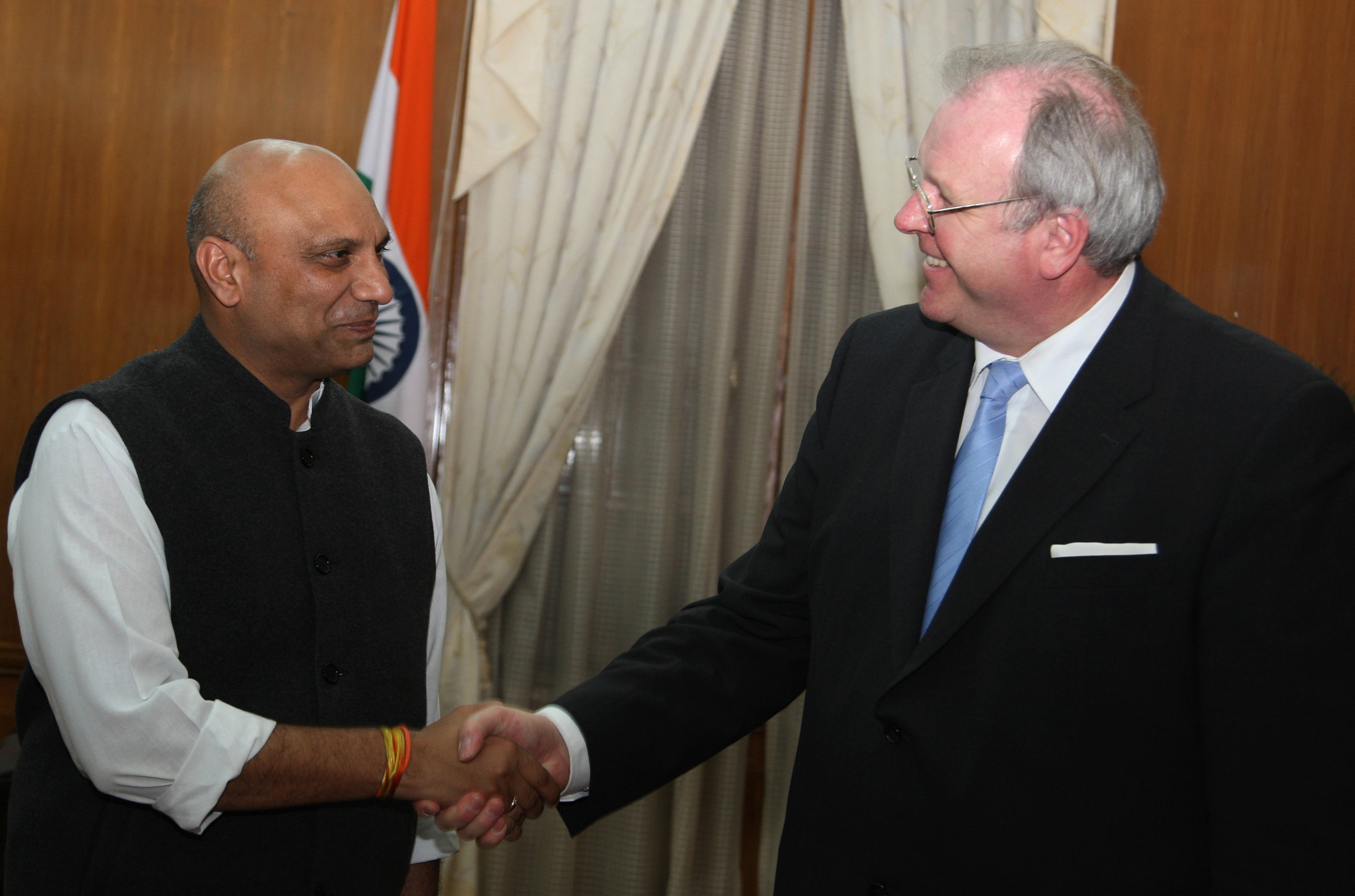
Martin Erdmann (rechts) mit M. M. Pallam Raju (2011)

Martin Erdmann (* 25. Januar 1955 in Münster) ist ein deutscher Diplomat im Ruhestand. Er war zuletzt von 2015 bis 2020 Botschafter der Bundesrepublik Deutschland in der Türkei.

## Leben
1982 trat Erdmann in den Auswärtigen Dienst ein. 1984 legte er sein diplomatisch-konsularisches Staatsexamen ab und wurde persönlicher Referent des Staatsministers im Auswärtigen Amt, Alois Mertes. Von 1985 bis 1987 war er Zweiter Sekretär an der Deutschen Botschaft in Helsinki, danach bis 1990 Erster Sekretär der Deutschen NATO-Vertretung in Brüssel. 1990 kehrte er in das Auswärtige Amt in Bonn zurück und wurde dort Referent in der Presseabteilung. 1993 wurde Erdmann zum stellvertretenden Sprecher des Auswärtigen Amtes ernannt. 1995 berief Bundesaußenminister Klaus Kinkel (Kabinett Kohl V) ihn zum Sprecher des Ministeriums. Die Aufgabe hatte Erdmann bis Sommer 1999 inne, ab dem Regierungswechsel im Herbst 1998 unter Bundesaußenminister Joschka Fischer.
Zur Vorbereitung seiner anschließenden Tätigkeit als Gesandter und Vertreter des Botschafters an der Deutschen NATO-Vertretung in Brüssel absolvierte er den 95. Kurs für NATO-Führungskräfte (Senior Course 95.) am NATO Defense College in Rom (August 1999 bis Februar 2000). Im Anschluss an seine Aufgabe als Gesandter wechselte Erdmann im Sommer 2005 in den Internationalen Stab des NATO-Hauptquartiers in Brüssel. Er wurde vom damaligen NATO-Generalsekretär Jaap de Hoop Scheffer zum Beigeordneten Generalsekretär für Politische Angelegenheiten (Assistant Secretary General for Political Affairs) berufen. Diese Funktion entspricht der Rolle des Politischen Direktors in einem nationalen Außenministerium. Anfang 2010 wechselte er für kurze Zeit in das Auswärtige Amt in Berlin zurück; im März 2010 wurde er von der damaligen Bundesregierung (Kabinett Merkel II) zum Botschafter und Ständigen Vertreter der Bundesrepublik Deutschland im Nordatlantikrat ernannt. Darüber hinaus war er vom 1. Oktober 2014 bis Ende Juli 2015 Doyen des Nordatlantikrats. Von August 2015 bis Juli 2020 war er deutscher Botschafter in der Türkei und trat nach Beendigung seiner Amtszeit dort in den Ruhestand.
Am 2. Juni 2016 beschloss der Bundestag auf Antrag aller vier Bundestagsfraktionen die Resolution „Erinnerung und Gedenken an den Völkermord an den Armeniern und anderen christlichen Minderheiten in den Jahren 1915 und 1916“. Im Anschluss ließ die türkische Regierung Erdmann über Monate nicht mehr zu türkischen Regierungsstellen vor. Das Außenministerium bestellte den Botschafter in seiner Amtszeit über zwanzigmal ein. Nach seinem Ausscheiden aus dem diplomatischen Dienst bezeichnete er die Entwicklungen von Menschenrechten, Pressefreiheit und Justizwesen unter Erdoğan als „verstörend“, die Gesellschaft der Türkei jedoch als „durch und durch demokratisch“.
Im Wintersemester 2022/2023 war Erdmann erstmals als Lehrbeauftragter an der Carl-von-Ossietzky Universität  – Institut für Sozialwissenschaften –  in Oldenburg (Niedersachsen) tätig.
Erdmann ist Träger ausländischer Ordens- und Ehrenabzeichen.
Er ist verheiratet und hat drei Kinder.